# Melocactus lanssensianus
Melocactus lanssensianus är en kaktusväxtart som beskrevs av P.J. Braun. Melocactus lanssensianus ingår i släktet Melocactus och familjen kaktusväxter. Inga underarter finns listade i Catalogue of Life.

## Bildgalleri

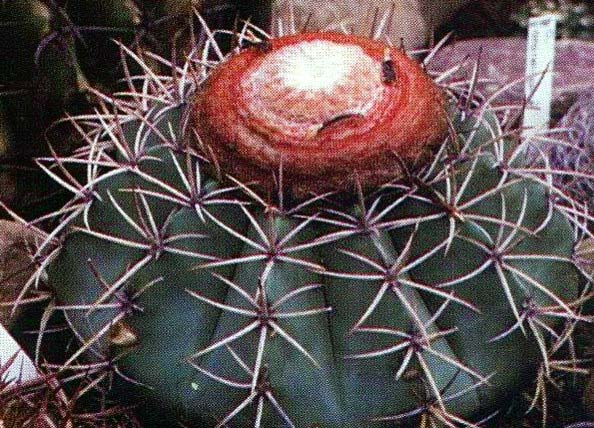
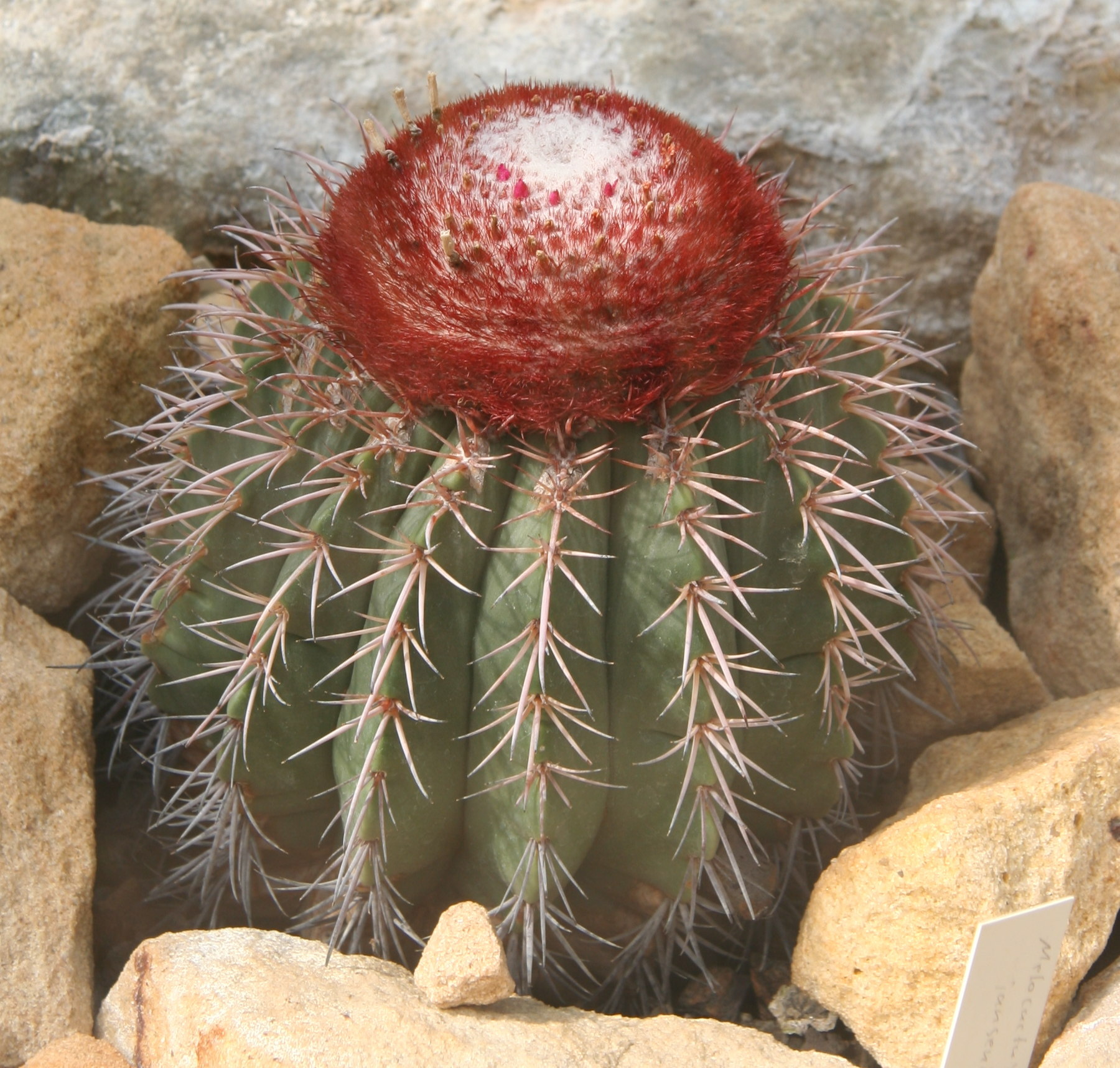